# Ischiopsopha olivacea
Ischiopsopha olivacea es una especie de escarabajo del género Ischiopsopha, familia Scarabaeidae. Fue descrita científicamente por Thomson en 1860.
Se distribuye por islas Molucas, Indonesia. Mide 27-33,3 milímetros de longitud.